# هلاري كلارك
هلاري آني كلارك (مواليد 1955)، شاعرة كندية.

## عن حياتها
تخرجت من كل من جامعة سايمون فريزر، جامعة ترونتو وجامعة كلومبيا البريطانية، وقد حصلت منها على درجة الدكتوراة، وتقوم بالتدريس في جامعة ساسكاتشوان.

## أعمالها

### في الشعر
| العنوان (بالانجليزية)   | ترجمة العنوان   | دار النشر      | سنة النشر |
| ----------------------- | --------------- | -------------- | --------- |
| Two Heavens             | جنتين           | Hagios Press   | 1998      |
| More Light              | نور أكثر        | Brick Books    | 1998      |
| The Dwelling of Weather | مسكن المناخ     | Brick Books    | 2003      |
| Hilary Anne Clark       | هلاري آني كلارك | JackPine Press | 2005      |

### قصص
- جوزيف آدمنسون 1999.
- هلاري آني كلارك (قصة حياتها) 2008.

## جوائزها
- جائزة ساسكاتشوان بوك آوارد في الشعر عام 1999.
- جائزة بات لاوثر عام 1999.[1]